# Герб Кадавала
Ге́рб Кадава́ла — офіційний символ містечка Кадавал, Португалія. Використовується як територіальний герб. У срібному щиті пурпурове виноградне гроно із зеленим листям. У чорній облямівці вісім золотих пшеничних колосків, розташованих колом, один за одним. Щит увінчує срібна мурована містечкова корона з чотирма вежами.  Під щитом біла стрічка, на якій великими літерами напис португальською: «vila de Cadaval» (містечко Кадавал).  Офіційно затверджений 25 січня 1936 року.  

## Галерея

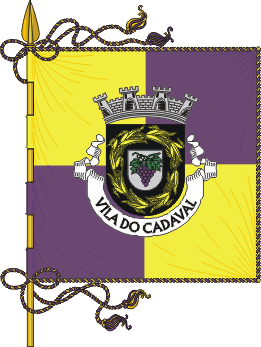
Прапор